# Rio Antonina
Rio Antonina är ett vattendrag i Brasilien.   Det ligger i delstaten Santa Catarina, i den södra delen av landet, 1 400 km söder om huvudstaden Brasília.
I omgivningarna runt Rio Antonina växer huvudsakligen savannskog. Runt Rio Antonina är det glesbefolkat, med 9 invånare per kvadratkilometer.